# Philodendron correae
Philodendron correae är en kallaväxtart som beskrevs av Thomas Bernard Croat. Philodendron correae ingår i släktet Philodendron och familjen kallaväxter. Inga underarter finns listade.